# Julius Lassen
Julius Severin Vilhelm Lassen (født 4. juli 1847 på Bisgaard på Samsø, død 23. november 1923 i København) var en dansk jurist.
Lassen blev student 1865, cand. juris 1871, volontær i Justitsministeriet, studieophold i udlandet 1875-77, 1877 assistent i Justitsministeriet, Dr. juris 1879, fuldmægtig i Justitsministeriet 1880, efter konkurrence professor ved universitetet 1881—1918, censor ved de juridiske eksamina 1918, Dr. juris h.c. i Kristiania 1911, i Lund 1918, Regensprovst 1896—1918.
Lassen debuterede som kriminalist — disputatsen Om Betingelserne for Forsøgets Strafbarhed (1879) —, men dét blev hans forgænger Aagesens værk, både på romerrettens og navnlig på dansk formuerets felter, som han kom til at fortsætte. Som erkendelsesteoretiker og systematiker udgik Lassen fra Goos og Aagesen; direkte følger han den af Evaldsen indslåede vej; han har større interesse for og går mere ind på undersøgelser af de formueretlige grundproblemer end Gram, men ligesom denne har han sat hovedmålet i at give en på praksis bygget objektiv fremstilling af den gældende danske formueret.
I sin Haandbog i Obligationsretten. Almindelig Del (1892, 3. udgave 1917—20. Foreløbig udgave af den almindelige del, 1883, 3. udgave 1887, af den specielle del, 1. afdeling 1884-85, 3. udgave 1889. Med tillæg 1881 og 1889), Speciel Del (1897, ny udgave, I, Gave, Køb og Bytte, sammen med Henry Ussing, 1923), og Lærebog i Obligationsrettens specielle Del (1912, 2. udgave ved Henry Ussing 1919, med tillæg 1921) skabte Lassen et værk, som næsten virker med lovbogens autoritet, og som har udøvet en bestemmende indflydelse på hele Nordens retspraksis og dannet hovedbasis for den tids fællesnordiske lovgivning.
Vigtige formueretlige spørgsmål har Lassen drøftet i Konkurrenceafh. »Handlinger paå
fremmed Formueretsomraade i romersk og dansk Ret« (1880) og i en lang Rk. Anmeldelser
og Afh., saaledes »Løfte og Akcépt« (»Tidsskr. f. Retsvid.«, I 1888), »Nogle Bemærkninger om
Proforma og Omgaaelse« (»Ugeskr. f. Retsv.«, 1890), »Nordisk Cheeklovgivning«
(Forhandlings-emne paa 8. nordiske Juristmøde i Sthlm 1896),Universitetsprogrammerne »Nullitet og
Anfægtelighed« (1899) og »Vilje og Erklæring ved Afgivelse af formueretlige Tilsagn« (1905),
»Kunstig Kreditorbegunstigelse« (»Tidsskr. f. Retsvidenskab«, XXX, 1917), »Nogle Bemærkninger
om Definitioner i Retslitteraturen« (»Festskrift for friherre R. A. Wrede«, 1921) o. m. a. Paa
Romerrettens Omraade har Lassen forfattet »Om Retshandeler i Alm. efter rom. Ret« (1892),
»Forelæsninger over rorri. Privatret« (1904) og »Lærebog i rom. Privatret« (1904, 2. Optryk
1911). Vidtrækkende betydning har Lassens legislative Virke haft.
Med V.C. Thomsen udarbejdede han 1895 Forslag til Checkloven; i sin Tale ved Univiversitets
Reformationsfest 1899 slog han kraftig til Lyd for en kodifikation af Privatretten, helst
paa skandinavisk Grundlag; han har haft væsentlig Andel i Tilblivelsen af Købeloven af 6.
Apr. 1906, behandlet af ham i Bogen »Køb ég Salg« (1906, 3. Udg. 1917), af Lov om Aftaler
o. å. Retshandler paa Formuerettens Omraade og det dertil sig sluttende Lovkompleks. Som
Universitetslærer og Regensprovst var Lassen ualmindelig afholdt. Foruden retsvidenskab har
Lassen også dyrket botanikken. Særlig om Samsøs flora har han samlet ét stort og værdifuldt materiale af iagttagelser.